# 小野商店街
小野商店街（おのしょうてんがい）は、兵庫県小野市本町にあるアーケード商店街。愛称は「サンロードおの」。

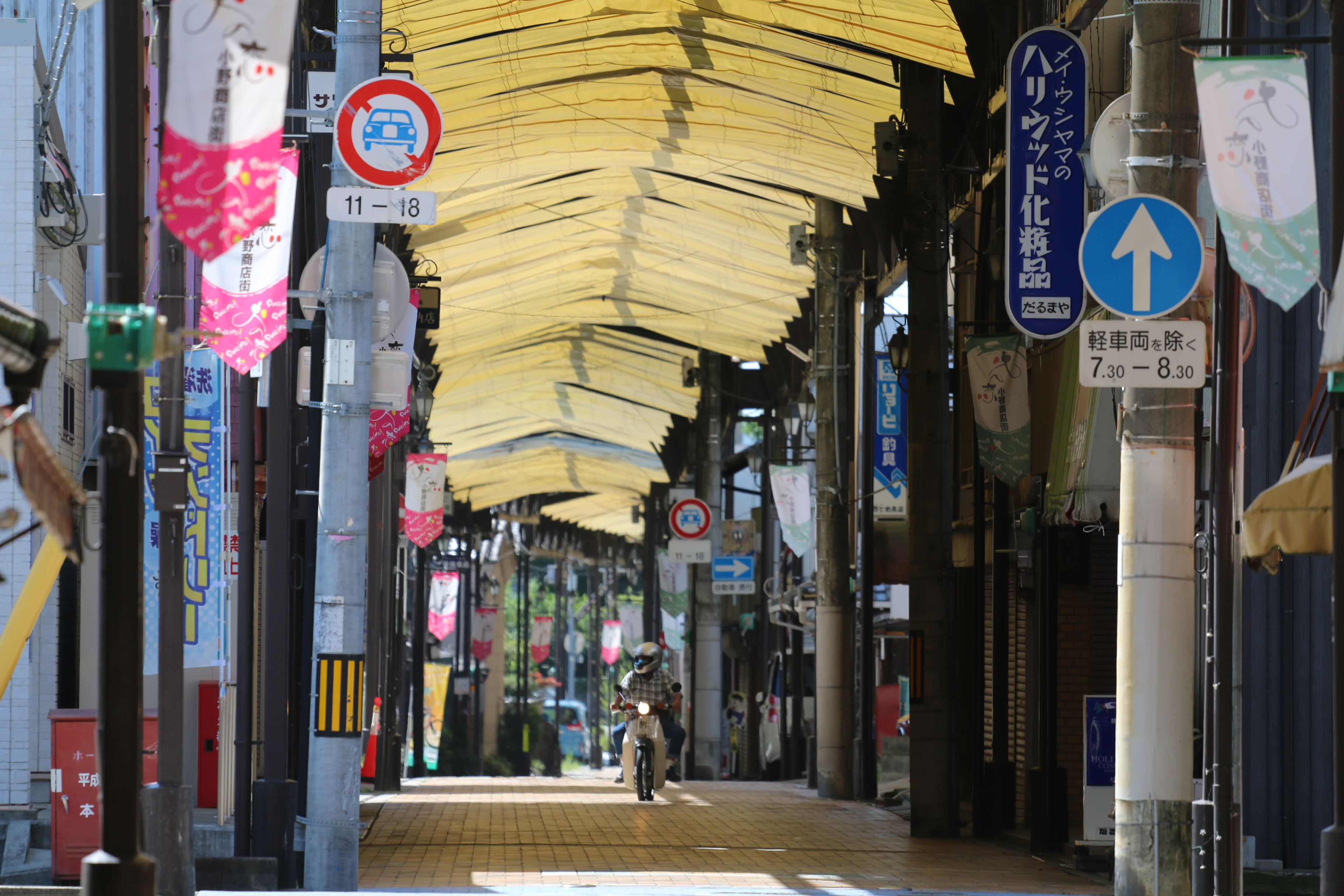
小野商店街

## 概要
江戸時代初期に誕生小野藩一柳家が築いた商人町で、南北に約850ｍの規模で一直線に続くアーケード付きの商店街である。誕生当時のそのままの規模で残っている商店街は、兵庫県下でも珍しい。2012年より毎年、ひな祭りの時期である1月末頃から3月初旬までの期間に商店街の店舗店内で、店頭にひな人形を飾る「小野藩陣屋町のひなめぐり」が小野市立好古館と小野商店街振興組合、小野市観光協会により行われる。同時期に小野市立好古館では、77組640体のひな人形を展示する「ビッグひなまつり」も開催される。商店街内には公園「サンパーク」や愛宕神社などがある。かつては「えびす湯」という銭湯もあった。2021年現在、多くの商店は閉店し、シャッター商店街と化している。1月初旬には、恒例の「新春大売出し」が2日間行われる。
2014年12月13日には、松平健が七福神の先導で宝船に乗り、ステージでは「マツケンの大繁盛」、「マツケンサンバ」を歌うなど、小野商店街の商売繁盛を願ったが、その後も衰退を続けた。

## 交通アクセス

### 公共交通機関
神戸電鉄小野駅から徒歩すぐ。

### 自動車
国道175号天神町交差点すぐ
※無料駐車場有